# Kosmos (restaurang)

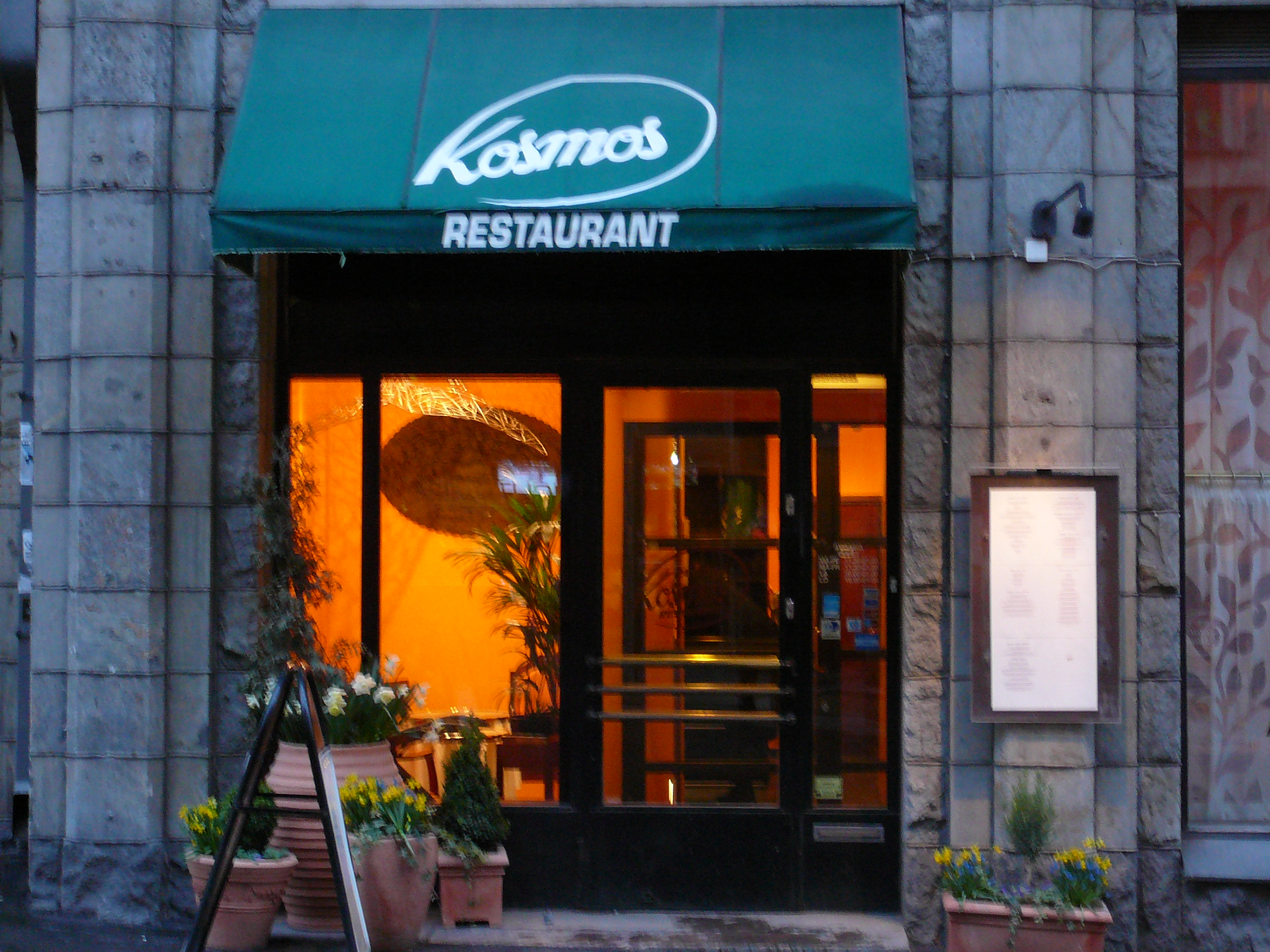
Restaurang Kosmos

Kosmos är en restaurang i stadsdelen Kampen i Helsingfors, med adress Kalevagatan 3. Kosmos gjorde sina första konstinköp på 1950- och 1960-talen. Genom åren har restaurangen renoverats varsamt och den är känd bland annat för sin inredning.

## Historik
År 1924 grundade Yrjö Lindfors Kosmos Matsalar, under den period då restaurangnäringen påverkades av förbudslagen, 1919-1932.
Vid restaurangens grundande var dess adress Wladimirsgatan. Gatan döptes om till Kalevagatan i samband med en gatunamnsreform i Helsingfors 1923-1927, då många ryskklingande namn i staden ändrades. 
Yrjö Lindfors ändrade senare sitt efternamn till Hepolampi. Aino Hepolampi trädde därefter in i restaurangens ledning. Kaffe och öl försvann från sortimentet under vinterkriget. Systemet med ransoneringskort som gällde under krigstiden påverkade restaurangverksamheten och innebar bland annat att matportionerna vägdes noggrant. Restaurangen var tvungen att stänga helt kort före fortsättningskrigets slut, i och med att Kosmos tvångsuthyrdes som matsal åt tysk militär.
Katri Hepolampi tog över restaurangens ledning 1955 och arbetade där resten av sitt yrkesliv. Idag leds restaurangen av tredje generationen Hepolampi, med Katri Hepolampis brorsdotter Irina Hepolampi som verkställande direktör.

## Kosmos kundkrets
Kosmos var populärt inledningsvis i synnerhet bland studenter och resande. Restaurangen, som tidigare haft underhållning i form av orkestermusik, upphörde med musiken i början av 1930-talet och erbjöd därmed en samtalsvänlig miljö. Under 1950-talet utvidgades kundkretsen med journalister och konstnärer. På 1960-talet breddades klientelet ytterligare med författare och vänsterradikaler. Restaurangen blev då känd som en kulturkrog och är numera välbesökt också av affärsmän, jurister och tjänstemän. 
Kulturpersonligheter som artisten Olavi Virta, poeten och översättaren Pentti Saarikoski, författaren Jorma Ojaharju, artisten M.A. Numminen och skådespelaren Matti Pellonpää förknippas med restaurangen.

## Inredning och konst
Inredningen i matsalen har genomgått en varsam förnyelse under ledning av Kaisa Blomstedt. Salen har till övervägande del bibehållits såsom den ursprungligen utformades av dåvarande arkitektstuderanden Alvar Aalto, möbeldesignern Einari Kyösti och skulptören Eino Räsänen. Eino Räsänen skapade logegavlarnas hellenistiska reliefer. Hygien var då på modet, och därför valde man kakel som golvbeläggning och bordsskivor av lättrengjord marmor. 
År 2001 förnyades foajén enligt ritningar av inredningsarkitekten Stefan Lindfors, som också skapade uteterrassen 2008. Stefan Lindfors har vidare tagit fram ett klubbmärke avsett för restaurangens stamgäster.
Exempel på konstverk:
- Juhani Harri, Snödrottningen
- Alvar Gullichsen, Kosmobonk, installation
- Martti Aiha, Landskap, skulptur
- Olli Pajulahti, Flavus, i tamburen
- Sirkku Ala-Harja, Tropikens fåglar, ljudinstallation på toaletterna
- Miina Alajyrkkä, Bisse Baby